# Images pour orchestre
Pour les articles homonymes, voir Images (Debussy).
Images pour orchestre est une œuvre pour orchestre en trois parties de Claude Debussy. Debussy compose cette partition entre 1905 et 1912. Il avait d'abord pensé écrire cet ensemble d'images pour deux pianos, comme une suite aux Images pour piano, ainsi que le montre une lettre à son éditeur Durand datée de septembre 1905. Cependant, vers mars 1906, dans une autre lettre à Durand, Debussy a commencé à penser à arranger l'œuvre pour un orchestre plutôt que pour deux pianos.

## Présentation
Les Images pour orchestre sont composées entre 1905 et 1912. L'œuvre est dédiée à Emma Debussy, la seconde femme du compositeur.
Comme triptyque orchestral dans son intégralité, la partition est créée, sous la direction de Debussy, le 26 janvier 1913 à Paris, aux Concerts Colonne. Le mouvement Ibéria avait cependant déjà connu une première exécution publique le 20 février 1910, aux Concerts Colonne, sous la direction de Gabriel Pierné, et Rondes de printemps avait été donné le 2 mars 1910 aux Concerts Durand, salle Gaveau, sous la direction du compositeur.

## Mouvements

### I.Gigues(1909–1912)
Le premier titre des Gigues était Gigues tristes. Debussy se servit de ses souvenirs d'Angleterre pour inspiration principale de cette musique, en plus de la chanson « Dansons la gigue » de Charles Bordes, il s'inspira en particulier de l'air populaire écossais « The Keel Row ».
Une polémique est née à propos du rôle d'André Caplet dans l'orchestration de Gigues. Robert Orledge et Williametta Spencer admettent que Caplet a assisté Debussy dans le travail d'orchestration,. En revanche, François Lesure a établi, en se fondant sur l'examen des manuscrits de la Bibliothèque nationale (MS 1010), que Caplet ne l'avait pas assisté pour l'orchestration.

### II.Ibéria(1905–1908)
Ibéria est la plus populaire des trois Images et forme en elle-même un triptyque dans un triptyque. Les trois parties d’Ibéria sont :
1. Par les rues et par les chemins
2. Les parfums de la nuit
3. Le matin d'un jour de fête

La musique s'inspire d'impressions d'Espagne. Richard Langham Smith a commenté le vœu de Debussy de restituer des éléments 
visuels dans des termes musicaux, et cite quelques phrases de Debussy à Caplet tirées d'une lettre du 26 février 1910. Il s'y émerveille de la transition réussie entre « Parfums de la nuit » et « Le Matin d'un jour de fête » : « Ça n'a pas l'air d'être écrit ».
Matthew Brown a brièvement commenté l'emploi par Debussy de techniques telles que les progressions incomplètes, les épisodes parenthétiques et les interpolations dans Ibéria.

### III.Rondes de printemps(1905–1909)
Debussy a repris deux chansons enfantines, « Nous n'irons plus au bois » et « Dodo, l'enfant do », dans ce mouvement. Brown, Dempster et Headlam ont étudié la structure tonale de ce mouvement.

## Discographie
Présentés dans l'ordre chronologique des dates d'enregistrement, toutes les références citées comportent les trois mouvements : Gigues, Ibéria et Rondes de printemps.
| chef                      | orchestre                                             |  | date                                                                    | label                                           | note |  |
| ------------------------- | ----------------------------------------------------- |  | ----------------------------------------------------------------------- | ----------------------------------------------- | --- |  |
| Ernest Ansermet           | Orchestre de la Suisse romande                        |  | 1949                                                                    | Decca                                           | |  |
| Pierre Monteux            | Orchestre symphonique de San Francisco                |  | 3 avril 1951                                                            | RCA                                             | |  |
| Désiré-Émile Inghelbrecht | Orchestre national de la Radiodiffusion française     |  | Ibéria : 18 janvier 1954 ; Gigues, Rondes de printemps : 8-23 mars 1957 | Ducretet-Thomson et La Voix de son maître       | |  |
| Eduard van Beinum         | Orchestre royal du Concertgebouw                      |  | 24-25 mai 1954                                                          | Philips                                         | |  |
| Pierre Monteux            | Orchestre symphonique de la BBC                       |  | concert, 11 mai 1956                                                    | ICA Classics                                    | |  |
| Manuel Rosenthal          | Orchestre du Théâtre National de l'Opéra              |  | 1959                                                                    | Véga 30MT10183/Adès 203892/5 CD Accord 476 1076 | (OCLC 659151750 et 659071000) |  |
| Ataúlfo Argenta           | Orchestre de la Suisse romande                        |  | 5 mai 1957                                                              | Decca                                           | |  |
| Armin JORDAN              | Orch. Suisse romande                                  |  | mai 1988                                                                | ERATO                                           | « […] Écoutez la trompette vers le début de Gigues, avant que la musique plus rapide n'éclate. C'est vraiment un grand orchestre dirigé par un chef qui a su en tirer le meilleur parti […]. Je vois que la recette de Munch aurait pu dériver avec des orchestres moins importants […], et ce serait un modèle dangereux à imiter , mais cela ne fait qu'ajouter au caractère unique de ce que nous avons ici ; une combinaison particulière d'orchestre et de chef d'orchestre avec un son et un style bien à eux. Bien que du point de vue d'un critique, il s'agisse d'un « enregistrement historique », je dois ajouter que le son est toujours remarquablement vif et constitue donc également une superbe introduction pour [une découverte des] principaux chefs-d'œuvre orchestraux de Debussy. » |  |
| Leonard Bernstein         | Orchestre philharmonique de New York                  |  | 27 octobre 1958                                                         | Sony SMK47545                                   | |  |
| Ernest Ansermet           | Orchestre de la Suisse romande                        |  | février 1961                                                            | Decca                                           | (OCLC 658527888) |  |
| Pierre Monteux            | Orchestre symphonique de Londres                      |  | 18-21 mai 1963                                                          | Philips                                         | « Pierre Monteux fait ressortir, avec une précision extraordinaire en même temps qu'avec une imagination sans cesse en éveil, la poésie intense de ces pages où la musique, s'affranchissant de tous les moules préfabriqués, s'avance mystérieuse ou fantasque à la recherche d'un univers sans pesanteur […]. Allier ainsi l'exactitude et la sensualité, tient du miracle. Servie par une excellente prise de son, cette interprétation demeure inégalée… » — Diapason, |  |
| André Cluytens            | Orchestre de la Société des concerts du Conservatoire |  | 1964                                                                    | EMI                                             | |  |
| Jean Martinon             | Orchestre symphonique de Chicago                      |  | concert, 19 janvier 1967                                                |                                                 | Youtube |  |
| Pierre Boulez             | Orchestre de Cleveland                                |  | 17 novembre 1967                                                        | Sony 88697561752                                | « Son interprétation se définit par un mot : exactitude. […] s'agissant d'une attention scrupuleuse aux moindres indications de nuances et d'accents, cette exactitude est « payante ». Elle nous vaut un Debussy plus secret, contenu dans son lyrisme, mais précurseur de toutes les audaces du XXe siècle […]. Une interprétation que l'on peut dire « révélatrice ». » — Diapason |  |
| Sergiu Celibidache        | Orchestre de la RAI de Turin                          |  | concert, 17 octobre 1969                                                |                                                 | |  |
| Michael Tilson Thomas     | Orchestre symphonique de Boston                       |  | 1971                                                                    | DG 2530145                                      | |  |
| Jean Martinon             | Orchestre national de l'ORTF                          |  | 1973                                                                    | EMI 1566729                                     | (BNF 38121411) |  |
| Bernard Haitink           | Orchestre du Concertgebouw                            |  | décembre 1977                                                           | Philips                                         | |  |
| André Previn              | Orchestre symphonique de Londres                      |  | 1979                                                                    | EMI CDC7470012                                  | (BNF 38097963) « L'orchestre de Prévin sonne clair et large sous sa direction précise, l'oreille est comblée par une telle finesse purement orchestrale. Mais le chef a tendance à accuser un peu trop les contrastes, à supprimer les demi-teintes, réduisant ainsi singulièrement ce qu'il y a de mystérieux et d'allusif dans cette partition. » — Diapason |  |
| Daniel Barenboim          | Orchestre de Paris                                    |  | 29 mai/5 juin 1981                                                      | DG 2532058                                      | (BNF 38439565) « Barenboim adopte un tempo très modéré et souligne la mélancolie pénétrante de Gigues, l'alchimie de timbres des Rondes, mais manque un peu de souplesse et de mordant dans Iberia. […] » — Diapason |  |
| Charles Dutoit            | Orchestre symphonique de Montréal                     |  | mai 1988                                                                | Decca                                           | (BNF 4255024) |  |
| Simon Rattle              | Orchestre symphonique de Birmingham                   |  | février 1989                                                            | EMI CDC7499472                                  | (BNF 38184168) |  |
| Leonard Bernstein         | Orchestre de l'Académie nationale Sainte-Cécile       |  | juin 1989                                                               | DG 4297282                                      | (BNF 38212043) |  |
| Pierre Boulez             | Orchestre de Cleveland                                |  | mars 1991                                                               | DG 435 766-2                                    | « Iberia de Debussy par Boulez […] on ne saurait rêver analyse plus précise, travail plus accompli des dosages instrumentaux, exploitation plus judicieuse de l'individualité de chaque timbre […] Et l'on recommandera particulièrement Gigues et Rondes de printemps […] à tous ceux qui reconsidéreraient que Debussy reste un musicien potentiellement ennuyeux : la richesse du tissu sonore et l'intelligence de l'approche sont ici telles que l'intérêt de l'auditeur ne peut pas, c'est une réelle impossibilité, se relâcher. » |  |
| Mikko Franck              | Orchestre philharmonique de Radio France              |  | 7 septembre 2006                                                        | RCA                                             | |  |
| Jun Märkl                 | Orchestre national de Lyon                            |  | janvier 2008                                                            | Naxos 8.509002                                  | (OCLC 811642590) |  |
| Emmanuel Krivine          | Orchestre philharmonique du Luxembourg                |  | février 2009                                                            | Timpani 1C1165                                  | |  |
| Daniele Gatti             | Orchestre national de France                          |  | 7 septembre 2011                                                        | Sony                                            | |  |
| Stéphane Denève           | Orchestre national royal d'Écosse                     |  | 10-12 octobre 2011                                                      | 2 SACD Chandos CHSA 5102                        | |  |
| Jos van Immerseel         | Orchestre Anima Eterna                                |  | concert, 9 février 2012                                                 | Zig-Zag Territoires                             | |  |
| Michael Tilson Thomas     | Orchestre symphonique de San Francisco                |  | 22-25 mai 2014                                                          | SFSMedia SFS 0069                               | |  |
| Simon Rattle              | Orchestre philharmonique de Berlin                    |  | concert, 20 mai 2015                                                    |                                                 | |  |
| Emmanuel Krivine          | Orchestre national de France                          |  | 27-30 octobre 2017                                                      | Erato                                           | (OCLC 1057752781) |  |
| Emmanuel Krivine          | Orchestre national de France                          |  | concert, 24 mars 2018                                                   |                                                 | Youtube |  |
| Ransom Wilson             | Texas Festival Orchestra                              |  | concert, 7 juillet 2018                                                 |                                                 | Youtube |  |
| Mark Elder                | Hallé Orchestra                                       |  | 10-11 mai 2019                                                          | Hallé HLL 7554                                  | (OCLC 1200739840) |  |

Enregistré dès 1930 Iberia figure au catalogue des disques de plusieurs chefs de l'époque : Piero Coppola (1930), Arturo Toscanini (1950), Fritz Reiner (1941, 1945 et 1957), puis Paul Paray (décembre 1955, Mercury) ; au contraire d'Inghelbrecht qui enregistre Gigues et Rondes De Printemps (1959) pour EMI, avec l'Orchestre national. Jean Fournet livre Iberia en 1965, avec la Philharmonie Tchèque et Celibidache en 1992, à Munich (EMI), en avril 1980 avec le LSO, en mai 1994 de nouveau à Munich (DVD Ideale Audience) et avec la SWR de Stuttgart (Les Enregistrements de Stuttgart, volume IV DG). Charles Munch a aussi enregistré en concert la seule Iberia avec l'Orchestre national en 1962 (Music & Arts et une autre prise de la même année, publiée chez Montaigne) et 1968 (Guilde Internationale du Disque / Accord / coll. « via classique » FNAC classique).